# Morgenmad
|  | Sammenskrivningsforslag Artiklen Morgenmad er foreslået føjet ind i Måltid. (Siden august 2022) Diskutér forslaget |

Morgenmad er navnet på det måltid, de fleste indtager om morgenen. Det regnes som dagens vigtigste og skaffer energi til resten af arbejdsdagen.
Morgenmad kan bestå af brød og pålæg, yoghurt, grød eller forskellige morgenmadsprodukter, som typisk overhældes med mælk. Til måltidet hører typisk også drikkevarer som kaffe, te, juice eller mælk.